# Сокол, Григорий Емельянович
Григо́рий Емелья́нович Со́кол (укр. Григорій Омелянович Сокол; 1924—1999) — красноармеец Рабоче-Крестьянской Красной Армии, участник Великой Отечественной войны, Герой Советского Союза (1944). Вследствие доноса обстоятельства совершения подвига были подвергнуты сомнению, в связи с чем указ о награждении отменён.

## Биография
Григорий Сокол родился 30 июля 1924 года в селе Козельное Сумского округа Харьковской губернии (ныне Недригайловского района Сумской области Украины) в крестьянской семье. Украинец. 
После освобождения района в сентябре 1943 года призван в армию Штеповским районным военным комиссариатом. Пулеметчик 1144-го стрелкового полка 340-й Сумской стрелковой дивизии 38-й армии Воронежского фронта. Вместе с ним в одном пулеметном расчете проходил службу его отец Емельян Лукич Сокол.
Принимал участие в боях во время Черниговско-Полтавской операции и битвы за Днепр. Отличился во время битвы за Днепр: 3 октября 1943 года на Лютежском плацдарме пулеметный расчет Емельяна и Григория Соколов «рассеял и в основном уничтожил группу немецких автоматчиков до 30 человек», а также уничтожил две огневые точки и «до десяти солдат противника». За эти подвиги отец и сын Соколы были представлены к медали «За отвагу» (награда вручена).
21 октября 1943 года в районе села Синяк противник предпринял ожесточённую контратаку танков и пехоты. Цитата из наградного листа:

Несмотря на явную опасность для жизни, пулемётчик Сокол Г. Е. с занимаемой позиции ни шагу не отступил. Пропустив вражеские танки, ураганным огнём своего пулемёта заставил залечь контратакующую немецкую пехоту. При этом большую часть немецких солдат он уничтожил, тем самым отрезал немецкую пехоту от вражеских танков. Геройство Сокола заметил немецкий офицер-танкист, который три танка повернул на пулемётчиков Сокол. Но отец и сын Соколы, взяв у тяжело раненого бойца противотанковое ружьё, подбили два ползущих на них танка. Прорвавшийся третий танк замял гусеницами отца и сына. Павший смертью храбрых, пулеметчик Г. Е. Сокол посмертно достоин звания Героя Советского Союза
Наградной лист подписал командир 1144-го стрелкового полка полка майор Мердемшаев и начштаба майор Карпович. Визу на наградной лист наложили: командир 340-й Сумской стрелковой дивизии полковник Иосиф Зубарев, командир 50-го стрелкового корпуса генерал-майор Саркис Мартиросян, командующий 38-й армии Воронежского фронта генерал-полковник Кирилл Москаленко и член Военсовета генерал-майор Алексей Епишев. Последнюю визу «Достоин правительственной награды» наложили командующий войсками 1-го Украинского фронта, генерал армии Николай Ватутин и член Военсовета фронта генерал Константин Крайнюков.
Указом Президиума Верховного Совета СССР «О присвоении звания Героя Советского Союза генералам, офицерскому, сержантскому и рядовому составу Красной Армии» от 10 января 1944 года за «образцовое выполнение боевых заданий командования на фронте борьбы с немецко-фашистскими захватчиками и проявленные при этом отвагу и геройство» был удостоен высокого звания Героя Советского Союза посмертно. Указ опубликован печатным органом Народного комиссариата обороны СССР газетой «Красная звезда» в номере от 11 января 1944 г. 13 января 1944 года «Красная Звезда» опубликовала статью «Отец и сын — Герои Советского Союза».
Затем о подвиге подробно рассказала газета «Правда Украины», добавившая подробности о митинге в родном селе героев и цитату матери, Варвары Остаповны:

Сколько трудов стоило мне и Емельяну сохранить Григория, спасти его от угона в немецкое рабство. Бывало, немцы шастают по хутору, ищут молодых, а наш Гриша уже хоронится где-нибудь в погребе или яме. Никогда не забуду я и слов Гриши: «Ну, дождусь освобождения, и я немцам за всё отомщу».
Фактически после боя Емельян Сокол и его сын Григорий попали в плен и до 5 мая 1945 года находились в концлагерях на территории Германии и Чехии. Освобождены из плена чехословацкими партизанами. После проверки контрразведкой зачислены в 214-й запасной полк 5-й гвардейской армии, а затем переведены в в/ч ПХ № 537. В октябре 1945 года Емельян Сокол был уволен в запас и уехал в село, а Григорий остался служить старшиной военной хлебопекарни. После демобилизации прошёл проверку по запросу Управления кадров сухопутных войск, занимавшегося выявлением Героев Советского Союза, не получивших награды и удостоверения к ним, либо их родственников.
12 октября 1946 года командующий Киевским военным округом генерал-полковник Андрей Гречко вручил отцу и сыну Соколам медали «Золотая Звезда» № 8155 и 46774 и ордена Ленина.
19 января 1948 года Соколов вызвали повесткой в военкомат, где районный военный комиссар Волик потребовал сдать награды во исполнение Указа Президиума Верховного Совета СССР от 14 октября 1947 года об отмене Указа от 10 января 1944 года в части присвоения звания Героя Советского Союза Г. Е. и Е. Л. Соколам «в связи с необоснованным представлением».
Рядом современных[уточнить] источников используется информация о том, что Емельян и Григорий Соколы были арестованы сотрудниками Министерства государственной безопасности СССР по обвинению в добровольной сдаче в плен. Согласно этим сведениям, суд приговорил Емельяна Сокола к 10 годам исправительно-трудовых лагерей. Однако никаких документальных источников, подтверждающих эту информацию, в открытом доступе нет. Автор книги «Прокляты и забыты. Отверженные Герои СССР» В. Н. Конев также ссылается на устные сведения.
Как установил после изучения архивных материалов и личных показаний Григория Сокола сумской журналист Виктор Савченко, аресту и лишению свободы Емельян и Григорий Соколы не подвергались. Причиной отмены Указа от 10 января 1944 года он называет донос инвалида войны, учителя местной школы на имя председателя Президиума Верховного Совета СССР М. И. Калинина, в котором он написал, что Соколы добровольно сдались в плен и поступили на службу в немецкую полицию.
В феврале 1947 года Генпрокуратура СССР по поручению секретаря Президиума Верховного Совета СССР А. Ф. Горкина начала проверку «о возможности сохранения за ними званий Героев Советского Союза». В результате проведённых следственных действий Генеральный прокурор СССР К. К. Горшенин сообщил на имя Горкина:

Обстановка на поле боя была сложная, рота, в составе которой находились отец и сын Соколы, была смята танками противника, и у очевидцев этого боя могло создаться впечатление, что пулемётчики погибли. Проверить это обстоятельство на поле боя было трудно, так как батальон был оттеснён, а убитые сильно обезображены. Командование полка без должной проверки подготовило представление о присвоении посмертно отцу и сыну Соколам звания Героя Советского Союза. Считаю, что за ними не может быть сохранено это звание.
По свидетельству сына Григория Сокола, Николая Григорьевича, никаких объяснений отцу и деду представлено не было и на обращения в органы власти ответов не поступало. В 1970 году, после обращения на имя генерального секретаря ЦК КПСС Л. И. Брежнева ветерана Великой Отечественной войны Петра Бабусенко, Генеральная прокуратура СССР провела новую проверку. 9 июня 1970 года первый заместитель Генерального прокурора СССР Михаил Маляров представил Президиуму Верховного Совета свой вывод: «Оснований для восстановления Сокола Г. Е. и Сокола Е. Л. в звании Героев не имеется. Полагал бы возможным вручить Соколу Г. Е. и Соколу Е. Л. медалей „За отвагу“, которыми они были награждены за мужество, проявленное при форсировании Днепра». Главным основанием для отказа заместитель Генерального прокурора СССР назвал отсутствие достоверных сведений о подбитых в бою у села Синяк танков.
Григорий Сокол работал шофёром в автопарке города Сумы. Умер 3 сентября 1999 года.
В феврале 2013 года председатель Сумской областной государственной администрации Юрий Чмырь, по обращению общественности и сестры Григория Сокола Веры Емельяновны, подписал письма-ходатайства к министру иностранных дел Украины Леониду Кожаре и генеральному консулу Российской Федерации в городе Харькове Сергею Семёнову с просьбой «рассмотреть и ходатайствовать о положительном решении вопроса» о возвращении Емельяну и Григорию Соколам звания Героя Советского Союза.